# Бібліотека імені Анатолія Костецького для дітей
Бібліотека імені Анатолія Костецького для дітей Шевченківського району м.Києва.

## Адреса
03113 м.Київ пров. Артилерійський, 1-а тлф 456-02-41

## Характеристика
Площа приміщення бібліотеки — 413 м², книжковий фонд — 31,3 тис. примірників. Щорічно обслуговує 3,1 тис. користувачів, кількість відвідувань за рік — 28,0 тис., книговидач — 65,0 тис. примірників.

## Історія бібліотеки
Заснована у 1949 році. В 1954—2020 роках носила ім'я червоноармійця Олександра Матросова. З 2020 року носить назву на честь письменника Анатолія Костецького. Для молодших школярів працює кіноклуб «Мої улюблені мультяшки». Серед партнерів бібліотеки — організація, що опікується проблемами екології — «Зелений світ».